# Micropsectra semivillosus
Micropsectra semivillosus är en tvåvingeart som först beskrevs av Maurice Emile Marie Goetghebuer 1923.  Micropsectra semivillosus ingår i släktet Micropsectra och familjen fjädermyggor.
Artens utbredningsområde är Belgien. Inga underarter finns listade i Catalogue of Life.